# Roman Romaněnko
Roman Jurjevič Romaněnko (rusky Роман Юрьевич Романенко, * 9. srpna 1971 v Ščolkovu, Moskevská oblast, RSFSR, SSSR) byl v letech 1997–2014 ruský kosmonaut, člen oddílu kosmonautů CPK. V květnu 2009 se na šest měsíců vypravil na Mezinárodní vesmírnou stanici (ISS) jako člen Expedice 20 a 21. Od léta 2010 se připravoval na nový let na ISS jako člen Expedice 34 a 35, který proběhl v prosinci 2012 – květnu 2013. Při dvou letech ve vesmíru prožil 333 dní a 11 hodin. Od roku 2015 je poslancem Státní dumy za stranu Jednotné Rusko, znovuvolen byl roku 2016.

## Život

### Mládí
Roman Romaněnko je synem kosmonauta Jurije Romaněnka. Roku 1992 ukončil studium na Černigovské vojenské vysoké letecké škole. Po škole sloužil v leteckém pluku Střediska přípravy kosmonautů J. A. Gagarina (CPK) jako pomocník velitele letadla. Létal na letadlech L-39 a Tu-154 s celkovým náletem 800 hodin.

### Kosmonaut
V polovině devadesátých let se přihlásil k kosmonautickému výcviku, prošel lékařskými prohlídkami a 28. července 1997 byl Státní meziresortní komisí doporučen k zařazení do oddílu kosmonautů CPK, do oddílu byl začleněn na pozici kandidáta na kosmonauta 26. prosince 1997. Absolvoval dvouletou všeobecnou kosmickou přípravu a 1. prosince 1999 získal kvalifikaci zkušební kosmonaut.
Od ledna 2000 byl zařazen mezi kosmonauty připravující se na lety na Mezinárodní vesmírnou stanici (ISS). Od července 2001 pobýval v Johnsonově vesmírném středisku v Houstonu jako představitel CPK. V únoru 2005 byl zařazen do záložní posádky Expedice 9, v únoru 2003 byla posádka rozpuštěna.
V červenci 2005 se stal členem skupiny 15/16/17 ze které měly být sestaveny posádky Expedice 15 až 17. V květnu 2006 byl jmenován do záložní posádky Expedice 15 (odstartovala v dubnu 2007). V srpnu 2007 byl předběžně zařazen do hlavní posádky Expedice 21, ale v září 2008 Roskosmos oznámil jeho přeřazení do Expedice 20.

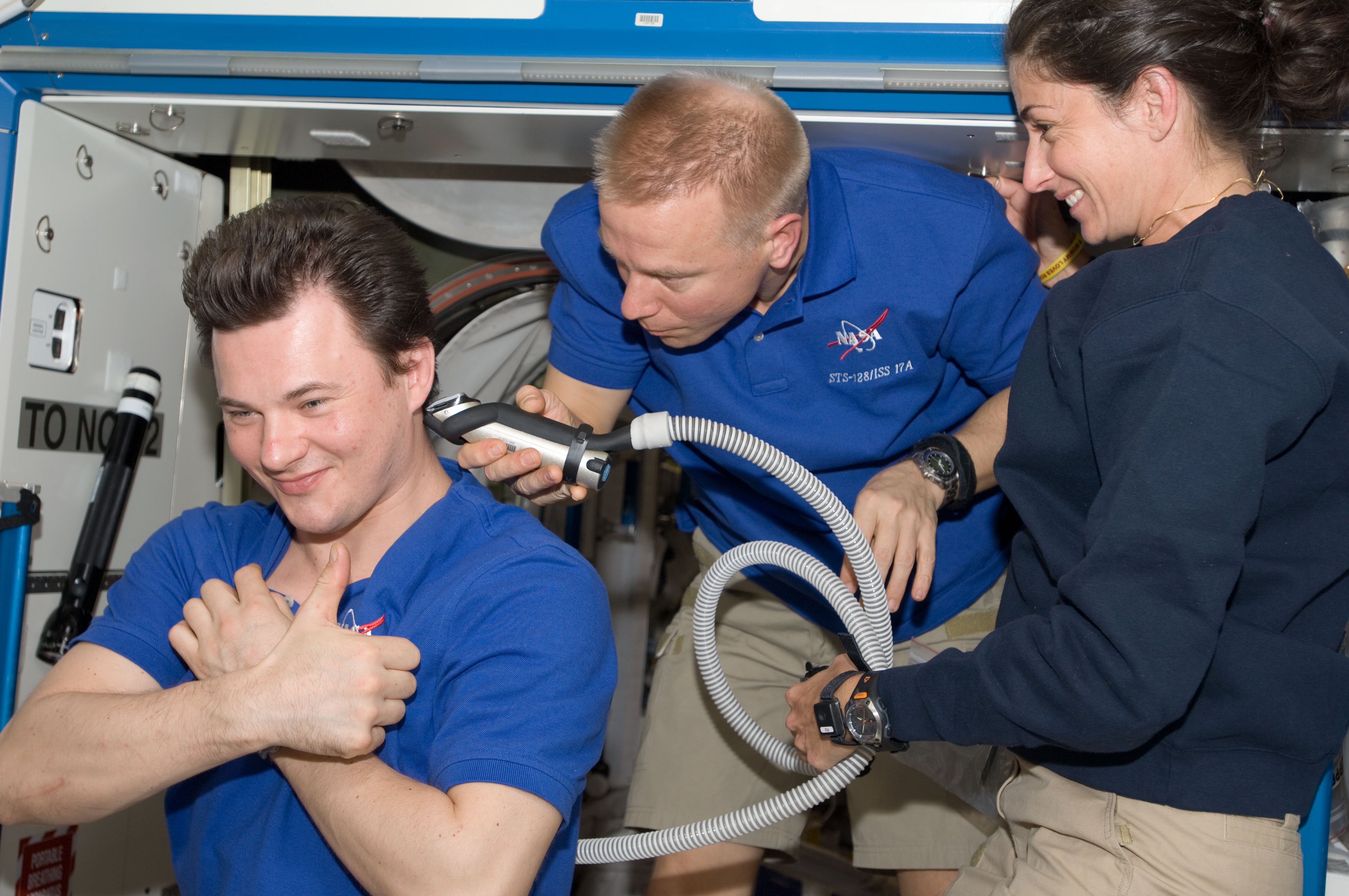
Tim Kopra holí vlasy Romaněnkovi, přihlíží Nicole Stottová. Používají holicí strojek s podtlakovým sbíráním odřezků vlasů. Modul Destiny stanice ISS, 5. září 2009.

Dne 27. května 2009 odstartoval z kosmodromu Bajkonur v kosmické lodi Sojuz TMA-15 jako její velitel. Spolu s ním byli na palubě belgický astronaut Frank De Winne (ESA) a Robert Thirsk z Kanadské kosmické agentury (CSA). Cílem letu byla Mezinárodní vesmírná stanice (ISS) u které Sojuz přistál 29. května 2009. Posádka Sojuzu TMA-15 rozšířila počet kosmonautů ISS na 6, Romaněnko v dlouhodobé posádce Expedice 20 zaujal pozici palubního inženýra. Od 11. října 2009 přešel ve stejné funkci do Expedice 21. Dne 1. prosince 2009 Sojuz TMA-15 přistál na Zemi a mise i pro Romaněnka úspěšně skončila.
Začátkem roku 2010 byl jmenován do záložní posádky Expedice 31/32 (start v březnu 2012) a hlavní posádky Expedic 34/35 (start v listopadu 2012). V červnu 2010 NASA oznámila jeho přeřazení do zálohy Expedice 32/33 (start v květnu 2012) a v září potvrdila jeho účast v Expedici 34 a 35.
V souvislosti s přechodem oddílu kosmonautů od vojenského letectva k Roskosmosu a procesem „zcivilnění“ oddílu byl v létě 2012 uvolněn z armády v hodnosti plukovníka. Od srpna 2012 byl zástupce náčelníka oddílu kosmonautů.
Podruhé do vesmíru vzlétl 19. prosince 2012 jako velitel Sojuzu TMA-07M společně s Chrisem Hadfieldem a Thomasem Marshburnem, o dva dny později se připojili k posádce ISS. Na stanici pracoval jako palubní inženýr třicáté čtvrté a páté expedice. Podnikl jeden výstup do vesmíru, v páru s Pavlem Vinogradovem, výstup trval 6 hodin a 37 minut. Na Zem se posádka Sojuzu TMA-07M vrátila 14. května 2013.
K 5. listopadu 2014 odešel z oddílu kosmonautů ze zdravotních důvodů, zůstal však zástupcem náčelníka oddílu, dokud v říjnu 2015 neodešel ze Střediska přípravy kosmonautů v souvislosti se zaujetím místa poslance Státní dumy.

### Mimo vesmír
Roman Romaněnko je ženatý, má syna a dceru. V červnu 2013 se byl rekreovat v lázních Teplice před přípravou na další let.
Ve volbách do Státní dumy na podzim 2011 kandidoval za stranu Jednotné Rusko, zvolen nebyl, do dumy se však dostal v říjnu 2015 jako náhradník za poslance, který přešel do Rady federace. V následujících volbách na podzim 2016 zvolen už byl.
V červenci 2018 byl na třetím sjezdu Všeruského vojensko-vlasteneckého společenského hnutí Junarmija zvolen náčelníkem hlavního štábu hnutí.

## Vyznamenání
- Hrdina Ruské federace (12. dubna 2010),[1]
- Letec-kosmonaut Ruské federace (12. dubna 2010),[1]
- Řád Za zásluhy o vlast IV. třídy (2015).[1]